# Sander van Doorn

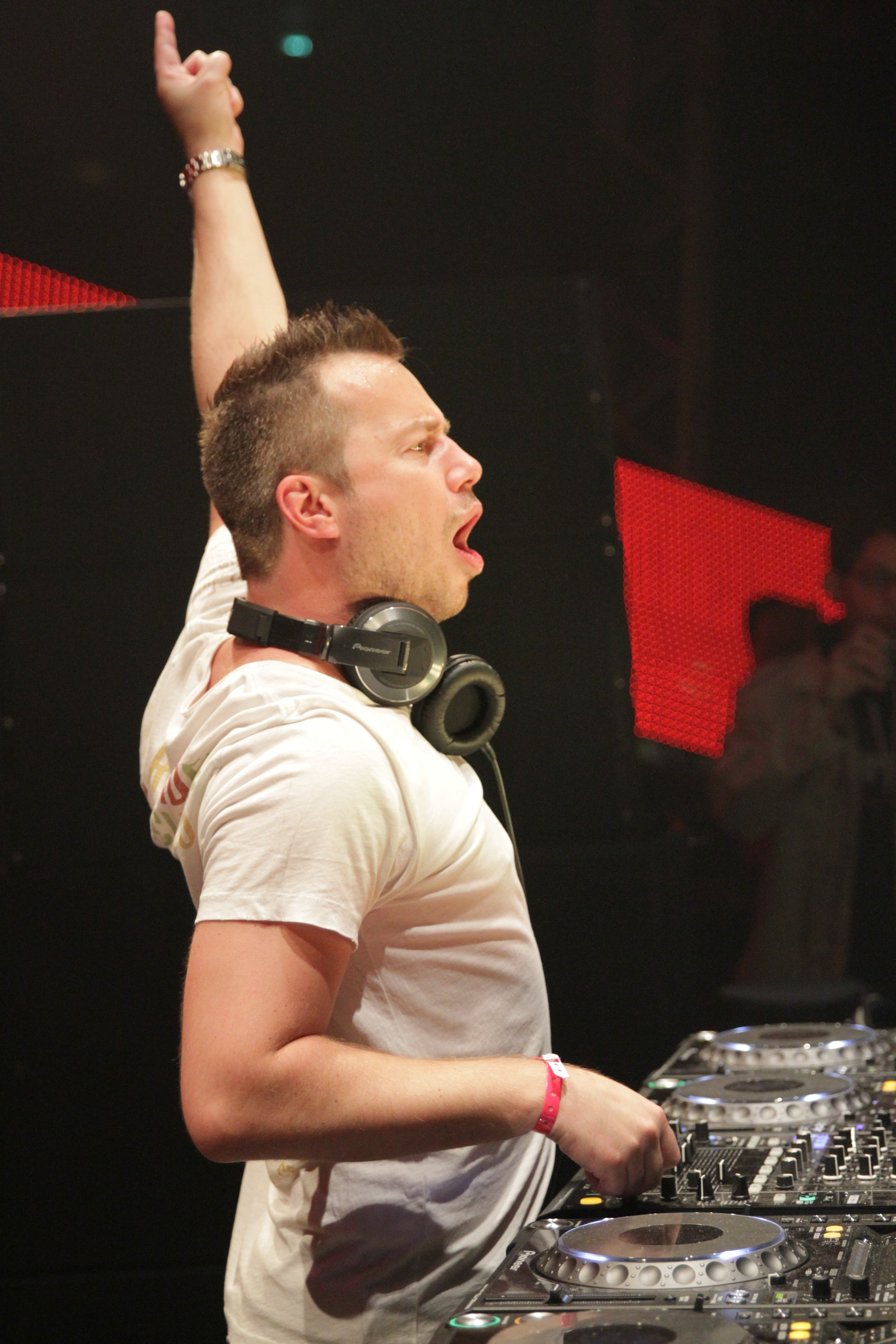
Sander van Doorn (2014)

Sander Ketelaars, mer känd som Sander van Doorn, Filterfunk, Larsson, Purple Haze, Sam Sharp och Sandler, född 28 februari 1979 i Eindhoven, Noord-Brabant, är en nederländsk musikproducent (inom elektronisk dansmusik) och DJ. DJ Mag har genom åren listat honom bland de hundra bästa discjockeyerna. 2006 var han rankad nummer 32, 2008, nummer 13, 2009, nummer 10, 2010, nummer 12 och 2012, nummer 18.

## Album
| Title             | Released | Record Label     | Notes          |
| ----------------- | -------- | ---------------- | -------------- |
| Supernaturalistic | 2008     | Spinnin' Records |                |
| Eleve11           | 2011     | Doorn Records    |                |
| Spectrvm          | 2017     | Doorn Records    | as Purple Haze |